# Eleições estaduais em Minas Gerais em 1965
As eleições estaduais em Minas Gerais em 1965 ocorreram em 3 de outubro como parte das eleições gerais em nove estados cujos governadores exerciam um mandato de cinco anos, embora o pleito em Alagoas tenha sido anulado por razões legais. No caso dos mineiros foram eleitos o governador Israel Pinheiro e o vice-governador Pio Canedo.
Maior colégio eleitoral em disputa no país em 1965, Minas Gerais adquiriu uma importância estratégica para o Regime Militar de 1964, cujo representante em solo mineiro era o governador Magalhães Pinto. Ciente que deveria se empenhar por uma vitória de seu candidato, o governador impôs à UDN uma solução familiar, pois o médico Roberto Resende, escolhido em convenção, era esposo de uma das sobrinhas de Magalhães Pinto. Paralelo a isso, os udenistas empenharam-se em inviabilizar o nome de Sebastião Paes de Almeida, vetado pelo presidente Castelo Branco por ser "inimigo da Revolução" e depois impugnado pelo Tribunal Superior Eleitoral por abuso de poder econômico. Diante dos fatos, o PSD indicou Israel Pinheiro como candidato ao Palácio da Liberdade.
Nascido em Caeté e formado engenheiro civil e de minas pela Universidade Federal de Ouro Preto, Israel Pinheiro viajou à Alemanha, França e Reino Unido para estudar siderurgia. Filho de João Pinheiro e irmão de João Pinheiro Filho, trabalhou nas empresas da família e como integrante do Partido Republicano Mineiro foi eleito vereador em Caeté em 1922. Nomeado secretário de Agricultura pelo interventor Benedito Valadares em 1933, assumiu a presidência da recém-criada Companhia Vale do Rio Doce em 1942 durante o Estado Novo. Filiado ao PSD, elegeu-se deputado federal em 1945, assinou a Carta Magna de 1946 e foi reeleito em 1950 e 1954. Durante a eleição presidencial de 1955 contribuiu para a vitória de Juscelino Kubitschek e no ano seguinte renunciou à cadeira parlamentar a fim de assumir a presidência da Companhia Urbanizadora da Nova Capital e assim gerenciou a Construção de Brasília. Nomeado governador do Distrito Federal em 21 de abril de 1960, saiu do cargo por decisão do presidente Jânio Quadros e afastou-se da vida política, à qual retornou em 1965 ao eleger-se governador de Minas Gerais.
Por imposição do Código Eleitoral promulgado em 15 de julho de 1965, a eleição do governador e do vice-governador aconteceria sob a mesma chapa e não mais em pleitos distintos, por isso a vitória de Israel Pinheiro beneficiou também Pio Canedo. Nascido em Muriaé, o referido político foi eleito deputado estadual via PSD em 1954, 1958 e 1962 e vice-governador de Minas Gerais em 1965.

## Resultado da eleição para governador
Conforme o Tribunal Superior Eleitoral houve 1.761.930 votos nominais (93,69%), 32.386 votos em branco (1,72%) e 86.378 votos nulos (4,59%), resultando no comparecimento de 1.880.694 eleitores.
| Candidatos a governador do estado | Candidatos a vice-governador | Número | Coligação           | Votação | Percentual |
| --------------------------------- | ---------------------------- | ------ | ------------------- | ------- | ---------- |
| Israel Pinheiro PSD               | Pio Canedo PSD               | -      | PSD (sem coligação) | 937.555 | 53,21%     |
| Roberto Resende UDN               | Lúcio de Souza Cruz PR       | -      | UDN, PR             | 793.409 | 45,03%     |
| Pedro Gomes de Oliveira MTR       | Lincoln Continentino MTR     | -      | MTR (sem coligação) | 30.966  | 1,76%      |

## Bancada federal após o bipartidarismo
Três dias após o pleito, o presidente Castelo Branco reuniu-se com o ministro da Guerra Costa e Silva, o ministro da Marinha Paulo Bosísio, o ministro da Aeronáutica Eduardo Gomes e o ministro da Justiça, Milton Campos, para avaliar o resultado das eleições. Ao final do encontro o governo garantiu a posse dos eleitos não obstante o desagravo com as vitórias de Israel Pinheiro em Minas Gerais e Negrão de Lima na Guanabara, objeções calcadas no fato de que ambos serviram ao Governo Juscelino Kubitschek. Em troca, os militares "linha-dura" foram contemplados com o Ato Institucional Número Dois e instrumentos subsequentes que fortaleceram os poderes do Executivo e garantiram a continuidade do regime.